# Anemia madagascariensis
Anemia madagascariensis är en ormbunkeart som beskrevs av Carl Frederik Albert Christensen. Anemia madagascariensis ingår i släktet Anemia och familjen Anemiaceae. Inga underarter finns listade.